# عنکبوت (فیلم ۱۹۱۶)
عنکبوت (انگلیسی: The Spider) فیلمی صامت در سبک درام است که در سال ۱۹۱۶ منتشر شد.